# Selección femenina de balonmano de la República del Congo
La selección femenina de balonmano de la República del Congo es la selección de féminas de balonmano de República del Congo, que representa a su país en la competiciones internacionales de selecciones.

## Historial

### Juegos Olímpicos
- 1972 - No participó
- 1976 - No participó
- 1980 - 6.ª plaza
- 1984 - No participó
- 1988 - No participó
- 1992 - No participó
- 1996 - No participó
- 2000 - No participó
- 2004 - No participó
- 2008 - No participó
- 2012 - No participó
- 2016 - No participó
- 2020 - No participó

### Campeonatos del Mundo
- 1957 - No participó
- 1962 - No participó
- 1965 - No participó
- 1973 - No participó
- 1975 - No participó
- 1978 - No participó
- 1982 - 10.ª plaza
- 1986 - No participó
- 1990 - No participó
- 1993 - No participó
- 1995 - No participó
- 1997 - No participó
- 1999 - 22ª plaza
- 2001 - 22ª plaza
- 2003 - No participó
- 2005 - No participó
- 2007 - 17.ª plaza
- 2009 - 20.ª plaza
- 2011 - No participó
- 2013 - No participó
- 2015 - No participó
- 2017 - No participó
- 2019 - No participó
- 2021 - 23ª plaza

### Campeonato Africano
- 1974 - No participó
- 1976 -  Medalla de plata
- 1979 -  Medalla de oro
- 1981 -  Medalla de oro
- 1983 -  Medalla de oro
- 1985 -  Medalla de oro
- 1987 -  Medalla de bronce
- 1989 -  Medalla de bronce
- 1991 -  Medalla de bronce
- 1992 -  Medalla de plata
- 1994 - 4.ª plaza
- 1996 - 4.ª plaza
- 1998 -  Medalla de plata
- 2000 -  Medalla de plata
- 2002 - 6.ª plaza
- 2004 - 5.ª plaza
- 2006 -  Medalla de bronce
- 2008 -  Medalla de bronce
- 2010 - 5.ª plaza
- 2012 - 6.ª plaza
- 2014 - 5.ª plaza
- 2016 - 4.ª plaza
- 2018 - 5.ª plaza
- 2021 - 4.ª plaza